# Час вільного падіння
Час вільного падіння — характерний час, який знадобився б тілу для колапсу під дією власної гравітації, якби не існувало інших сил, які б їй протидіяли. Він відіграє фундаментальну роль у встановленні часової шкали для різноманітних астрофізичних процесів, у яких гравітація відіграє домінуючу роль — від зореутворення до геліосейсмології та наднових.

## Виведення

### Падіння на точкову масу
Відносно просто отримати час вільного падіння, застосувавши третій закон Кеплера про рух планет до виродженої еліптичної орбіти. Розглянемо точкову масу {\displaystyle m} на відстані {\displaystyle R} від точкової маси {\displaystyle M}, які падають радіально одна на одну. Чисто радіальна траєкторія є прикладом виродженого еліпса з ексцентриситетом 1 і великою піввіссю {\displaystyle R/2}. За третім законом Кеплера, період обертання по орбіті залежить лише від великої півосі і не залежить від ексцентриситету. Отже, час, який знадобиться тілу, щоб впасти всередину і потім повернутися у вихідне положення, дорівнює періоду на круговій орбіті радіусом {\displaystyle R/2}, який за третім законом Кеплера становить{\displaystyle t_{\text{orbit}}={\frac {2\pi }{\sqrt {G(M+m)}}}\left({\frac {R}{2}}\right)^{3/2}={\frac {\pi R^{3/2}}{\sqrt {2G(M+m)}}}.}

Якби падаюче тіло здійснило повний оберт по орбіті, воно б почало рух на відстані {\displaystyle R} від маси {\displaystyle M}, впало на його центр, а потім повернулось у вихідне положення. У реальних системах маса {\displaystyle M} не є справді точковою, і падаюче тіло зрештою стикається з її поверхнею. Таким чином, воно проходить лише половину орбіти. Але орбіта симетрична, тому час вільного падіння становить половину періоду.{\displaystyle t_{\text{ff}}=t_{\text{orbit}}/2={\frac {\pi }{2}}{\frac {R^{3/2}}{\sqrt {2G(M+m)}}}}Альтернативним виведенням цієї формули є інтегрування рівняння руху падаючого тіла, яке, звісно, приводить до того ж результату.

### Колапс сферично-симетричного розподілу маси
Тепер розглянемо випадок, коли маса {\displaystyle M} не є точковою масою, а розподілена сферично-симетрично відносно центру із середньою густиною {\displaystyle \rho } ,{\displaystyle \rho ={\frac {3M}{4\pi R^{3}}},}де об'єм кулі дорівнює {\textstyle {{\frac {4}{3}}\pi R^{3}}.}
Припустимо, що єдиною діючою силою є гравітація. Тоді, як вперше було доведено Ньютоном (і це можна легко показати за допомогою формули Остроградського), прискорення сили тяжіння на будь-якій даній відстані {\displaystyle R} від центру сфери залежить лише від загальної маси, що міститься всередині {\displaystyle R}. Наслідком цього результату є те, що кожна сферична оболонка кулі падає під дією маси лише внутрішніх оболонок, так, ніби вся ця внутрішня маса була б сконцентрована в центрі. У результаті час вільного падіння пробної частинки з радіуса {\displaystyle R} можна виразити виключно через загальну масу {\displaystyle M} всередені цього радіуса. В термінах середньої густини всередені радіеса {\displaystyle R}, час вільного падіння дорівнює{\displaystyle t_{\text{ff}}={\sqrt {\frac {3\pi }{32G\rho }}}\simeq 0.5427{\frac {1}{\sqrt {G\rho }}}\simeq 66430\,{\frac {1}{\sqrt {\rho }}}}де остання формула дана в одиницях СІ.
Цей результат такий саме, як і формула в попередньому розділі, коли {\displaystyle M\gg m}.

## Застосування
Час вільного падіння є дуже корисною оцінкою характерної шкали часу для низки астрофізичних процесів. Щоб отримати уявлення про його величину, можна написати{\displaystyle t_{\text{ff}}\simeq {\frac {35\,{\mbox{min}}}{\sqrt {\rho \ ({\mbox{g}}\cdot {\mbox{cm}}^{-3})}}}}Тут було враховано, що час вільного падіння становить приблизно в 35 хвилин для тіла середньої густини 1 г/см3.
Іншим цікавим прикладом є час падіння на Сонце об'єкта з орбіти Землі, на якій період обертання складаю періодом {\displaystyle P=1} рік. За формулою для часу падіння на точкову масу, отримуємо
{\displaystyle {\frac {1}{2}}{\frac {P}{2^{3/2}}}={\frac {P}{\sqrt {32}}}.}
Це приблизно 64,6 дня.